# Leirungshøi
De Leirungshøi is een berg behorende bij de gemeente Lom in de provincie Oppland in Noorwegen. De berg, gelegen in Nationaal park Reinheimen, heeft een hoogte van 1825 meter.
De Leirungshøi is onderdeel van het gebergte Reinheimen.